# 圣伊莱尔-欧唐普勒
圣伊莱尔-欧唐普勒（法語發音：[sɛ̃.t‿ilɛʁ o tɑ̃pl]）是法国马恩省的一个市镇，位于该省中部，属于香槟沙隆区。

## 地理
圣伊莱尔-欧唐普勒（49°3'24"N, 4°23'7"E）面积6.15 平方千米，位于法国大東部大區马恩省，该省份为法国东北部内陆省份，北起阿登省，西北接埃纳省，西南接塞纳-马恩省，南至奥布省，东南接上马恩省，东临默兹省。
与圣伊莱尔-欧唐普勒接壤的市镇（或旧市镇、城区）包括：布伊、瓦德奈、拉沃夫。

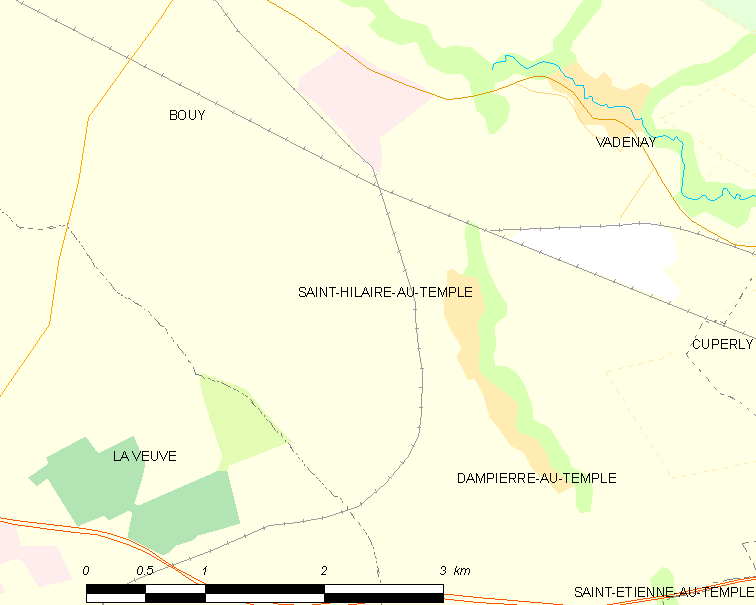
圣伊莱尔-欧唐普勒的OSM定位图

圣伊莱尔-欧唐普勒的时区为UTC+01:00、UTC+02:00（夏令时）。

## 行政
圣伊莱尔-欧唐普勒的邮政编码为51400，INSEE市镇编码为51485。

## 政治
圣伊莱尔-欧唐普勒所属的省级选区为穆尔默隆-韦勒-香槟山县。

## 人口

1962-2008年间圣伊莱尔-欧唐普勒人口变化图示

圣伊莱尔-欧唐普勒于2022年1月1日时的人口数量为304人。